# Сеговия, Хуан Пабло
Хуан Пабло Сеговия Гонсалес (исп. Juan Pablo Segovia González; род. 21 марта 1989 года, Корриентес, Аргентина) — аргентинский футболист, защитник клуба «Некакса».

## Биография
Сеговия начал карьеру в клубе «Ланус» в составе которого с переменным успехом выступал на протяжении 5 лет. В 2007 году Хуан помог клубу выиграть чемпионат. В 2010 году он перешёл в столичную «Атланту», которой в первом же сезоне помог выйти в Примеру B. Поиграв год во втором аргентинском дивизионе, команда вылетела обратно, Сеговия остался в клубе ещё на сезон. В 2013 году Хуан перешёл в «Лос-Андес» на правах свободного агента. 3 августа в матче против «Депортиво Морон» он дебютировал за новую команду. В этом же поединке Сеговия забил свой первый гол за «Лос-Андес». Спустя год он помог клубу выйти в Примеру B.
В начале 2016 года Хуан на правах свободного агента перешёл в эквадорский «Депортиво Куэнка». 7 февраля в матче против «Индепендьенте дель Валье» он дебютировал в чемпионате Эквадора. 23 июля в поединке против «Индепедьенте дель Валье» Сеговия забил свой первый гол за «Депортиво Куэнка».
В начале 2017 года Хуан перешёл в «Индепендьенте дель Валье». В январе в матче Кубка Либертадорес против перуанского «Депортиво Мунисипаль» он дебютировал за новый клуб. 3 февраля в также в поединке Кубка Либертадорес против парагвайской «Олимпии» Сеговия забил свой первый гол за «Индепендьенте дель Валье». 14 февраля в матче против «Ривер Эквадора» он дебютировал за команду в чемпионате. 2 марта в поединке против «Эль Насьональ» Хуан забил свой первый гол за клуб регулярном первенстве.

## Достижения
Командные
 «Ланус»
- Чемпионат Аргентины по футболу — Апертура 2007